# Carcelia pellex
Carcelia pellex är en tvåvingeart som beskrevs av Louis-Paul Mesnil 1950. Carcelia pellex ingår i släktet Carcelia och familjen parasitflugor. Inga underarter finns listade i Catalogue of Life.